# Майтінген
Майтінген (нім. Meitingen) — громада в Німеччині, знаходиться в землі Баварія. Підпорядковується адміністративному округу Швабія. Входить до складу району Аугсбург.
Площа — 29,87 км2. Населення становить 11 961 ос. (станом на 31 грудня 2020).

## Географії

### Адміністративний поділ
Громада утворена 6 селищами:
- Майтінген
- Гербертсгофен
- Ерлінген
- Остендорф
- Вальтерсгофен
- Лангенрайхен